# Івановка (Чебулинський округ)
Іва́новка (рос. Ивановка) — село у складі Чебулинського округу Кемеровської області, Росія.

## Населення
Населення — 153 особи (2010; 195 у 2002).
Національний склад (станом на 2002 рік):
- росіяни — 96 %